# クロンダイク・キャット
『クロンダイク・キャット』（英語: Klondike Kat ）とは、アメリカ合衆国のテレビアニメ。トータルテレビジョン制作。1966年のアメリカで放送 。日本で東京12チャンネル（現：テレビ東京）の『まんがパンチ』で、『騎馬警官ダドリー・ドゥーライト』・『王とオデイ』などと共に放送、また同局の『マンガのくに』でも放送された。

## 概要
毎回ネズミのサヴォワールが様々な悪事を企み、ネコの警察官クロンダイクが捕まえようとするも、サヴォワールの反撃でクロンダイクはひどい目に合わされてしまうが、意外な偶然で結果的にはサヴォワールはクロンダイクに捕まってしまい、「Klondike Kat always gets his mouse!」の一言で終わるのが毎回のパターンである（僅かながら例外もある）。

## キャラクター
クロンダイク・キャット (Klondike Kat)
声：モート・マーシャル / 日本の声優不明
ネコの警察官。毎回サヴォワールを捕まえようとするも、ひどい目に合わされるが、結果的にはサヴォワールを捕まえる事となる。
サヴォワール・フェール (Savoir Faire)
声：サンディ・ベッカー / 日本の声優不明
ネズミの盗賊でクロンダイクの宿敵。様々な悪事を企む一方、クロンダイクを痛い目に合わせるが、偶然からクロンダイクに捕まってしまう。
（Malamutte）
日本の声優不明
サヴォワールのパートナーであるイヌ。
メジャー・マイナー (Major Minor)
声：ケニー・デルマー / 日本の声優不明
クロンダイクの司令官。

## エピソード
判明分のみ記載
まんがパンチ 第4回
- 大雪ダルマの巻
- ワナをかけろの巻

まんがパンチ第5回
- ローストビーフ護衛の巻